# FSV Gütersloh
El Frauensportverein Gütersloh 2009 es un club de fútbol femenino alemán. Viste de rojo y blanco, y juega en la 2ª División alemana, en el TönniesArena de Rheda-Wiedenbrück.

## Historia
El FSV Gütersloh era originalmente la sección femenina del FC Gütersloh, que la creó en 1984. En 2009 se convirtió en un club independiente y tomó su actual nombre. 
En 2013 ascendió a la Bundesliga, pero descendió al año siguiente. En la Copa ha llegado a cuartos de final en cuatro ocasiones desde 2008.